# Meridiano 24 E
O meridiano 24 E é um meridiano que, partindo do Polo Norte, atravessa o Oceano Ártico, Europa, Mar Mediterrâneo, África, Oceano Índico, Oceano Antártico, Antártida e chega ao Polo Sul. Forma um círculo máximo com o Meridiano 156 W.
Define parte da fronteira Líbia-Sudão e um longo trecho da fronteira Chade-Sudão.
Começando no Polo Norte, o meridiano 24º Este tem os seguintes cruzamentos:
| País, território ou mar        | Notas                                                       |
| ------------------------------ | ----------------------------------------------------------- |
| Oceano Ártico                  |                                                             |
| Noruega                        | Ilha Nordaustlandet, Svalbard                               |
| Oceano Ártico                  | Mar de Barents                                              |
| Noruega                        | Ilha Edgeøya, Svalbard                                      |
| Oceano Ártico                  | Mar de Barents                                              |
| Noruega                        | Ilhas Ingøy, Rolvsøy e Kvaløya, e continente                |
| Finlândia                      |                                                             |
| Suécia                         |                                                             |
| Mar Báltico                    | Golfo de Bótnia                                             |
| Finlândia                      |                                                             |
| Mar Báltico                    | Golfo da Finlândia                                          |
| Estónia                        | Continente e ilha Kihnu                                     |
| Mar Báltico                    | Golfo de Riga                                               |
| Letônia                        |                                                             |
| Lituânia                       |                                                             |
| Bielorrússia                   |                                                             |
| Ucrânia                        |                                                             |
| Polónia                        |                                                             |
| Ucrânia                        |                                                             |
| Polónia                        |                                                             |
| Ucrânia                        |                                                             |
| Roménia                        |                                                             |
| Bulgária                       |                                                             |
| Grécia                         |                                                             |
| Mar Mediterrâneo               | Mar Egeu                                                    |
| Grécia                         | Penínsulas do Monte Atos e Sitônia                          |
| Mar Mediterrâneo               | Mar Egeu - Passa a leste das ilhas de Alonissos e Peristera |
| Grécia                         | Ilha Eubeia e continente                                    |
| Mar Mediterrâneo               | Mar Egeu Mar de Creta                                       |
| Grécia                         | Ilhas de Creta e Gavdopoula                                 |
| Mar Mediterrâneo               |                                                             |
| Líbia                          |                                                             |
| Fronteira Líbia-Sudão          |                                                             |
| Fronteira Chade-Sudão          |                                                             |
| Sudão                          |                                                             |
| República Centro-Africana      |                                                             |
| República Democrática do Congo |                                                             |
| Zâmbia                         |                                                             |
| Angola                         | O meridiano corta a fronteira Angola-Zâmbia 8 vezes         |
| Zâmbia                         |                                                             |
| Namíbia                        | Faixa de Caprivi                                            |
| Botswana                       |                                                             |
| África do Sul                  |                                                             |
| Oceano Índico                  |                                                             |
| Oceano Antártico               |                                                             |
| Antártida                      | Terra da Rainha Maud, reclamada pela Noruega                |